# Caronia (schip, 1948)
De  RMS Caronia II of later SS Caribia was een Brits passagiersschip van de rederij Cunard Line en voer op de lijn Southampton - New York .
Door de zware concurrentie tussen rederijen onderling en de luchtvaart was deze lijn niet meer zo winstgevend. Daarom haalde Cunard Line het schip uit vaart in 1967 en verkocht het in 1968. Het werd verbouwd in Piraeus en omgedoopt tot Caribia.

## Laatste reis
Op 28 februari 1969 voer het schip uit op zijn tweede cruisetocht als Caribia. Enkele dagen later, op 5 maart, ontplofte een stoompijp waarbij één bemanningslid om het leven kwam. De boot werd terug gesleept naar de Haven van New York. Omdat de herstelling duur was en op zich liet wachten besloot de eigenaar de boot als schroot te verkopen aan een Taiwanese sloper. Daarvoor werd het op 25 januari 1974 gesleept door de sleepboot Hamburg. Door zwaar weer op 13 augustus 1974 voer de sleper en zijn vracht in de haven van Guam binnen waar de Caribia tegen de pier sloeg, kapseisde en in stukken brak. Het schip werd ter plaatse ontmanteld.